# Stiphropus lugubris
Stiphropus lugubris es una especie de araña del género Stiphropus, familia Thomisidae.

## Distribución
Se distribuye por África Oriental.

## Taxonomía
Fue descrita por Gerstaecker en 1873.
Tratamiento taxonómico
La especie aparece registrada y publicada en Arachnoidea. in: Die Gliederthier–Fauna des Sansibar–Gebietes. Nach dem von Dr. O. Kersten während der v. d. Decken’schen Ost–Afrikanischen Expedition im Jahre 1862 und von C. Cooke auf der Insel Sansibar im Jahre 1864 gesammelten Material.C. F. Winter, Leipzig pp. 461–503, pl. 18 (Araneae: pp. 473–503).